# Aglia tanus
Aglia tanus är en fjärilsart som beskrevs av Adrian Hardy Haworth 1802. Aglia tanus ingår i släktet Aglia och familjen påfågelsspinnare. Inga underarter finns listade i Catalogue of Life.